# Ejército del Aire y del Espacio
L'Ejército del Aire y del Espacio (abbreviato in SpAF o SASF dall'inglese Spanish Air and Space Force), fino al 2022 Ejército del Aire, è l'aeronautica militare del Regno di Spagna e parte integrante delle forze armate spagnole.

## Storia

### Origini
Sebbene l'aviazione militare in Spagna sia iniziata con un reparto di aerostieri nel 1896, il 10 aprile 1910 si considera la data di fondazione della forza aerea, corrispondente a quella del decreto reale che sanciva la nascita dell'ente.
Il 5 novembre 1913, nel corso di una guerra con il Marocco, la squadriglia del corpo di spedizione speciale divenne la prima delle unità militari aeree spagnole ad avere il battesimo del fuoco.
Le squadriglie del Servicio de Aviación Militar dipendevano dall'esercito (e dal 1920 anche dalla Marina, nella Aeronáutica Naval). Solo dopo l'avvento della seconda repubblica spagnola, durante la guerra civile spagnola, nel 1937, divennero, nei due campi contrapposti, autonome forza armata.
Nel 1926 fu compiuta la prima trasvolata tra la Spagna e il Sud America con il volo del Plus Ultra.

### La guerra civile spagnola

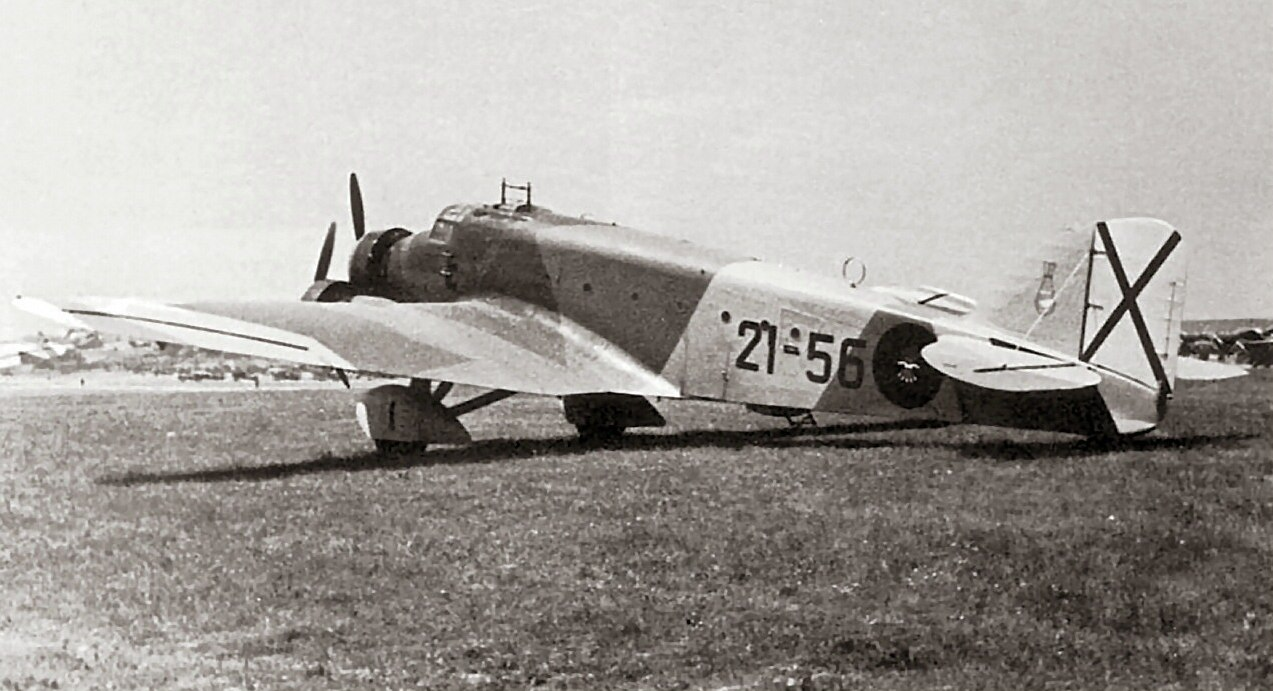
Un Savoia-Marchetti SM 81 dell'Aviación Nacional

Dopo l'Alzamiento del 17 luglio 1936 della guerra civile spagnola le forze aeree costituite erano, da una parte, la Fuerzas Aéreas de la República Española (FARE) e, dall'altra, la Aviación Nacional, formata dai nazionalisti inizialmente con i 90 dei 400 aerei dell'aviazione militare che erano caduti nelle loro mani.

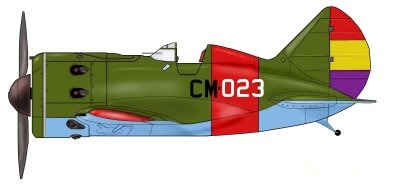
Un Polikarpov I-16 dei repubblicani

Inizialmente lo spazio aereo era quindi saldamente in mano ai repubblicani, grazie anche all'apporto dei caccia sovietici Polikarpov I-16; però le sorti della battaglia nei cieli di Spagna mutarono a favore dei franchisti quando la Germania e l'Italia si schierarono al loro fianco. A fine luglio 1936 arrivarono in Spagna i primi Junkers Ju 52 tedeschi e i primi Savoia-Marchetti S.M.81 italiani, mentre nell'agosto dello stesso anno vennero schierati anche i caccia Fiat C.R.32 e Heinkel He 51.
Poco dopo arrivarono dai due paesi anche i piloti volontari della legione Condor e dell'Aviazione Legionaria. I Repubblicani furono sostenuti dai sovietici che inviarono piloti e i caccia Polikarpov I-15 e I-16, mentre dalla Francia arrivarono i Potez 540 e I Dewoitine D.510.

### L'Ejército del Aire
Alla fine della guerra civile nell'aprile 1939, l'Aviación Nacional contava su circa 600 velivoli, tra i quali 136 Messerschmitt Bf 109, 93 Heinkel He 111, 63 Junkers Ju 52, 350 Fiat CR 32, 100 Savoia-Marchetti S.M.79 e 64 Savoia-Marchetti S.M.81.
L'Ejército del Aire venne fondato il 7 ottobre 1939, dopo la fine della guerra civile, come erede diretto dell'aviazione nazionalista. Durante la Seconda guerra mondiale una sezione di volontari dell'aeronautica spagnola prese parte ai combattimenti sul fronte Est al fianco delle forze dell'Asse, formando con piloti volontari la Escuadrilla Azul.
Negli anni '50 la Spagna intrattenne relazioni amichevoli con gli Stati Uniti d'America, ricevendo da essi aeromobili quali i caccia North American F-86 Sabre e T-33 Shooting Star e gli aerei da trasporto Douglas DC-3 e Douglas DC-4. Questi aeromobili vennero rimpiazzati negli anni '60 da velivoli di nuova concezione: gli F-4 Phantom II e i Northrop F-5.

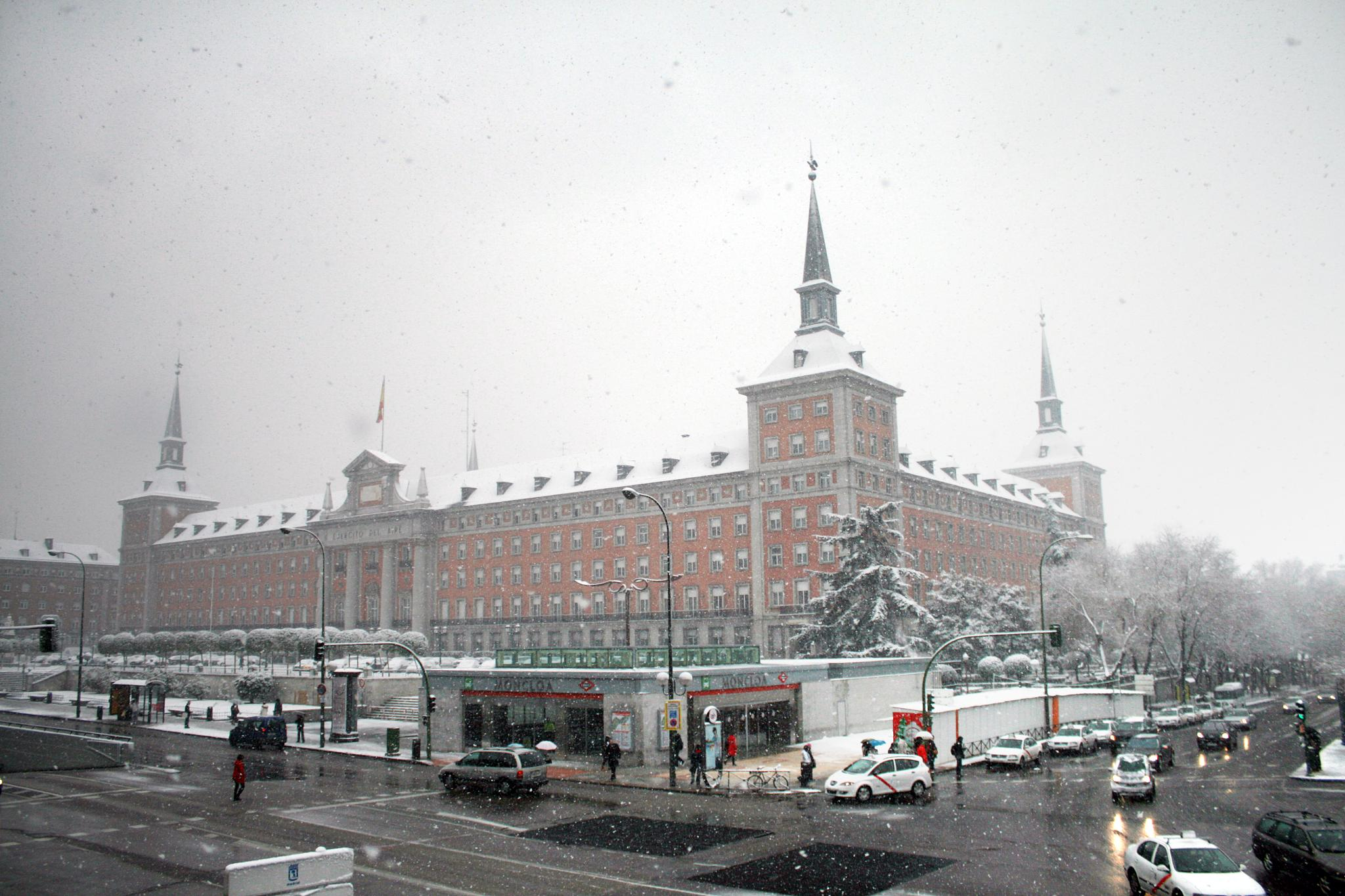
Il Quartier generale dell'Ejército del Aire y del Espacio a Madrid

L'organizzazione e l'equipaggiamento dell'Ejército del Aire vennero ulteriormente modernizzati negli anni '70 per preparare la Spagna all'ingresso nella NATO, che avvenne nel 1982.
Inoltre, sempre durante gli anni '70, vennero acquistati dalla Francia i caccia Mirage III e Mirage F1, che divennero l'ossatura dell'aeronautica spagnola fino a buona parte degli anni '80, quando vennero entrambi sostituiti dall'americano F/A-18, che venne anche impiegato nell'ambito della Guerra del Kosovo sotto il comando della NATO.
Il Regio Decreto n.524, del 27 giugno 2022, prevede il cambio di denominazione da Ejército del Aire in Ejército del Aire y del Espacio.

## Basi aeree
- Alcantarilla
- Armilla
- Cuatro vientos (Madrid)
- Aeroporto di Gran Canaria
- Getafe

- Los Llanos
- Salamanca
- Morón de la Frontera
- San Javier
- Santiago di Compostela

- Son San Joan
- Talavera
- Torrejón de Ardoz
- Villanubla
- Saragozza

## Aeromobili in uso
Sezione aggiornata annualmente in base al World Air Force di Flightglobal del corrente anno. Tale dossier non contempla UAV, aerei da trasporto VIP ed eventuali incidenti accorsi durante l'anno della sua pubblicazione. Modifiche giornaliere o mensili che potrebbero portare a discordanze nel tipo di modelli in servizio e nel loro numero rispetto a WAF, vengono apportate in base a siti specializzati, periodici mensili e bimestrali. Tali modifiche vengono apportate onde rendere quanto più aggiornata la tabella.
| Aeromobile                           | Origine                            | Tipo                                     | Versione (denominazione locale)                  | In servizio (2024) | Note | Immagine |
| Aerei da combattimento               |                                    |                                          |                                                  |                    | |          |
| Eurofighter Typhoon                  | Regno Unito Germania Italia Spagna | caccia multiruoloconversione operativa   | C.16 (EF-2000A)CE.16 (EF-2000B)                  | 5812               | 73 ordinati e consegnati tra il maggio 2004 ed il gennaio 2020. Un EF-2000B è andato perso il 24 agosto 2010. Un EF-2000A è andato perso il 9 giugno 2014. Un EF-2000A è precipitato il 12 ottobre 2017. Ulteriori 20 esemplari (16 monoposto e 4 biposto) ordinati con il programma Halcon I il 23 giugno 2022, con inizio delle consegne previste per il 2026. Con il programma Halcon II, annunciato a settembre 2023, sono stati selezionati ulteriori 25 esemplari della tranche 4 (21 monoposto e 4 biposto), che sono stati definitivamente ordinati il 20 dicembre 2024.                                |          |
| McDonnell Douglas F/A-18 Hornet      | Stati Uniti                        | caccia multiruoloconversione operativa   | C.15 (EF-18M)CE.15 (EF-18BM)                     | 6912               | Nel 1983 furono acquistati 60 F/A-18A monoposto e 12 F/A-18B biposto, consegnati tra dal luglio 1986 all'ottobre 1990. Di questi, già dall’inizio delle consegne, fu avviato un programma per aggiornare 71 cellule alla versione A+ e B+, simile alla versione C e D dell’US Navy. Ulteriori 24 esemplari ex US Navy furono consegnati tra il 1995 ed il 2000. Un esemplare è andato distrutto il 17 ottobre 2017. Dal 1993 gli aerei ex US Navy furono portati allo standard EF-18A/B+, mentre tra il 2000 ed il 2009 fu avviato un programma per portare 67 aerei dell'ordine del 1983 allo standard EF-18M. |          |
| Aerei per impieghi speciali          |                                    |                                          |                                                  |                    | |          |
| Airbus C-295MPA/MSA                  | Unione europea                     | ASWaereo da pattugliamento marittimo SAR | C-295MPAC-295MSA                                 | 0                  | 6 C-295MPA per la lotta antisommergibile e 10 C-295MSA per pattugliamento marittimo e sorveglianza il cui acquisto è stato approvato il 12 settembre 2023 con ordine ufficializzato il 20 dicembre dello stesso anno. Ordine rimodulato ad agosto 2024, con suddivisione dei sedici velivoli ad otto per ciascuna configurazione, e non più sei e dieci. |          |
| CASA CN-235                          | Spagna Indonesia                   | MPA                                      | D.4 (CN-235)                                     | 4                  | Degli 8 C-235 MPA in organico, solo 4 sono operativi all'ottobre 2018. |          |
| CASA C-212 Aviocar                   | Spagna                             | EWSAR                                    | C-212 EWC-212 MPA                                | 13                 | |          |
| Dassault Falcon 20                   | Francia                            | EW                                       | Falcon 20/200                                    | 2                  | 2 Falcon 20EW in servizio all'aprile 2020. |          |
| Canadair CL-215                      | Canada                             | aereo antincendio anfibio                | UD.13 (CL-215T)                                  | 14                 | 14 CL-215T acquistati negli anni novanta e tutti in servizioall'agosto 2020. Tutti i CL-215T sono in carico al 43 Grupo dell'Ejercito del Aire, ma sono di proprietà del Ministero dell'Agricoltura. |          |
| Canadair CL-415                      | Canada                             | aereo antincendio anfibio                | UD.14 (CL-415)DHC-515 Firefighter                | 40                 | 4 CL-415 ricevuti nel 2006 e tutti in servizio all'agosto 2020. Uno dei 4 CL-415 che sono in carico al 43 Grupo dell'Ejercito del Aire, è di proprietà del Ministero dell'Agricoltura. 7 DHC-515 Firefighter ordinati il 19 aprile 2024. |          |
| Aeromobili a pilotaggio remoto - UAV |                                    |                                          |                                                  |                    | |          |
| General Atomics MQ-9 Reaper          | Stati Uniti                        | UAV                                      | MQ-9A Block 5                                    | 4                  | 4 MQ-9A Block 5 ordinati a febbraio 2016, e consegnati tra la fine di dicembre 2019 e la fine di novembre 2020. Ulteriori 2 esemplari sono stati ordinati a marzo 2019. |          |
| Aerei per rifornimento in volo       |                                    |                                          |                                                  |                    | |          |
| Airbus A330 MRTT                     | Unione europea                     | aereo da rifornimento in volo            | TK.24                                            | 1                  | 3 A330-200 da trasporto ex Iberia con conversione in A330 MRTT a partire dal 2023. Il primo esemplare è entrato in servizio come aereo da trasporto il 19 marzo 2022. Secondo esemplare da trasporto consegnato il 31 maggio 2022. Il primo A330MRTT ottenuto dalla conversione è stato ufficialmente consegnato l'11 aprile 2025. |          |
| Airbus A400M                         | Unione europea                     | aereo da rifornimento in volo            | TK.23                                            | 4                  | |          |
| Aerei da trasporto                   |                                    |                                          |                                                  |                    | |          |
| Airbus A400M                         | Unione europea                     | Aerei da trasporto                       | T.23                                             | 10                 | 27 ordinati inizialmente, ridotti a 14 per motivi finanziari. L'ultimo dei quattordici esemplari consegnato ad aprile 2023. Il 5 maggio 2023 è stato annunciato che saranno consegnati ulterioritre esemplari portando a 17 il numero degli esemplari da immettere in servizio. Per gli altri 10 rientranti nell'ordine iniziale di ventisette, è stato chiesto ad Airbus di ritardare le consegne al 2025. |          |
| CASA C-295                           | Spagna                             | Aerei da trasporto                       | T.21 (C295)                                      | 13                 | 13 C-295M/W entrati in servizio tra il 2001 ed il 2008. |          |
| CASA CN-235                          | Spagna Indonesia                   | aereo da trasporto                       | T.19 (CN-235)                                    | 7                  | 20 C-235 da trasporto consegnati. 8 C-235 furono convertiti in pattugliatori marittimo e 2 per l'aerofotogammetria. |          |
| CASA C-212 Aviocar                   | Spagna                             | Aerei da trasporto                       | T.12 (C-212)                                     | 8                  | |          |
| Airbus A310                          | Unione europea                     | aereo da trasporto VIP                   | T.22                                             | 2                  | 2 A310 VIP acquistati nel 2003. |          |
| Cessna Citation V                    | Stati Uniti                        | Aerei da trasporto                       | TR.20 (C560)                                     | 3                  | |          |
| Dassault Falcon 900                  | Francia                            | Aerei da trasporto                       | Falcon 900B                                      | 2                  | |          |
| Beechcraft C-90 King Air             | Stati Uniti                        | Aerei da trasporto                       | U.22 (C90)                                       | 2                  | 10 U.22 acquistati nel 1973 ed entrati in servizio a partire dal 1974. |          |
| Aerei da addestramento               |                                    |                                          |                                                  |                    | |          |
| Pilatus PC-21                        | Svizzera                           | aereo da addestramento                   | E.27                                             | 24                 | 24 PC-21 ordinati a novembre 2019. I primi due esemplari sono stati consegnati il 14 settembre 2021. Gli ultimi 2 esemplari sono stati consegnati a giugno 2022. Il 29 dicembre 2022, il Ministero della Difesa spagnolo ha approvato l'acquisito un secondo lotto di 16 PC-21, come annunciato ad inizio dicembre, ordine formalizzato a metà febbraio 2023. |          |
| Northrop F-5 Freedom Fighter         | Stati Uniti Spagna                 | Aereo da addestramento                   | AE.9 (SF-5BM)                                    | 19                 | 18 caccia SF-5A, 18 ricognitori SRF-5A e 34 biposto da conversione operativa SF-5B ordinati il 12 novembre 1965 con consegne iniziate dal 19 giugno 1969. Nel 1991, CASA e la canadese Bristol Aerospace avviarono un programma per l'aggiornamento strutturale e avionico per 23 aerei da impiegare per l'addestramento avanzato. Un secondo aggiornamento per portare gli aerei allo standard SF-5M fu attuato nel 2000. |          |
| Elicotteri                           |                                    |                                          |                                                  |                    | |          |
| Eurocopter AS 332 Super Puma         | Unione europea                     | SARelicottero multiruolo                 | HD.21 (AS 332C1)HT.21 (AS 332L1)HT.27 (AS 532UL) | 10                 | 18 AS 332B acquistati tra il 1982 e il 1990, 2 AS 532AL Cougar nel 2005, 3 AS 332C di seconda mano ex francesi nel 2016-2017, e infine 4 nuovi H215 nella nuova configurazione SAR, acquisti tra il 2016 e il 2018. |          |
| NHIndustries NH90                    | Italia Germania Paesi Bassi        | C/SAR                                    | HD.29 (NH-90 TTH)                                | 7                  | 6 NH90 ordinati con consegne iniziate a partire dal 16 ottobre 2020. Ulteriori 6 esemplari ordinati con consegne previste tra il 2024 e il 2026. Primo esemplare del secondo lotto di sei, consegnato il 20 dicembre 2024. |          |
| Airbus H135                          | Unione europea                     | elicottero da addestramento              | HE.26                                            | 4                  | 11 H135 ordinati a dicembre 2021. Primo esemplare consegnato il 9 maggio 2023. |          |
| Eurocopter EC 120 Colibri            | Unione europea                     | elicottero da addestramento              | HE.25 (EC 120B)                                  | 14                 | 15 EC 120B ricevuti nel 2000-2001. |          |
| Sikorsky S-76                        | Stati Uniti                        | SAR                                      | HE.24 (S-76C)                                    | 8                  | 8 S-76C consegnati a partire dal novembre 1991. A partire dal maggio 2024, con l'entrata in servizio degli H135, gli S-76C sono stati destinati alle missioni di Ricerca e soccorso fino alla fine della loro vita operativa. |          |

## Aeromobili ritirati
- CASA C-101EB-01 Aviojet - 88 esemplari (1980-2025)[98][99][1][100][101][102][100]
- Enaer T-35C Pillán -  41 esemplari (1987-2023)[1][103][104][105]
- Lockheed P-3A Orion - 3 esemplari (1973-2007)[106][107]
- Lockheed P-3B Orion - 9 esemplari (1979-2007)[1][32][106]
- Lockheed P-3M Orion - 5 esemplari (2007-2022)[1][106][107][108]
- Lockheed C-130H Hercules - 7 esemplari (1973-2020)[1][53][109]
- Lockheed C-130H-30 Hercules - 1 esemplare (1987-2020)[1][53][109]
- Lockheed KC-130H Hercules - 5 esemplari (1973-2020)[1][53][109]
- Fokker F27
- Aérospatiale SA 330 Puma - 7 esemplari (1976-2017)[1][110]
- Boeing 707
- Boeing KC-137
- IAI B707-351C Santiago
- Dassault Mirage F-1CE - 41 esemplari (1975-2013)[1][111]
- Dassault Mirage F-1EE - 22 esemplari (1975-2013)[1][111]
- Dassault Mirage F-1BE - 6 esemplari (1975-2013)[1][111]
- Dassault Mirage F-1EDA - 11 esemplari (1994-2013)[1][111]
- Dassault Mirage F-1DDA - 2 esemplari (1994-2013)[1][111]
- Dassault Mirage F1C - 4 esemplari (1994-2013)[1][111]
- Aérospatiale SA 319B Alouette III - 12 esemplari (1973-2000)[112]
- Dassault Mirage III
- McDonnell Douglas F-4C Phantom II
- McDonnell Douglas RF-4C Phantom II
- Beechcraft T-34A Mentor - 26 esemplari (1958-1988)[104]
- North American F-86F Sabre
- Lockheed F-104G Starfighter - 21 esemplari (1965-1972)[113]
- CASA SF-5A Freedom Fighter - 18 esemplari (1969 - 1998)[1][75][114]
- CASA SRF-5A Freedom Fighter - 18 esemplari (1969-1998)[1][75]
- Lockheed T-33 Shooting Star
- North American T-6G Texan - 30 esemplari (1962-1982)[104]
- Beechcraft F-33C Bonanza - 30 esemplari (1974-1994)[1][104]
- Douglas C-47 Dakota/Skytrain
- Fairchild C-119 Flying Boxcar
- Convair CV-440 - 4 esemplari (?-?)[115]

## Gradi
| Codice NATO     | OF-10            | OF-9             | OF-8                | OF-7               | OF-6    | OF-5             | OF-4       | OF-3    | OF-2     | OF-1    | OF-1 |
| --------------- | ---------------- | ---------------- | ------------------- | ------------------ | ------- | ---------------- | ---------- | ------- | -------- | ------- | ---- |
| España          |                  |                  |                     |                    |         |                  |            |         |          |         |      |
| Capitán general | General del aire | Teniente general | General de División | General de Brigada | Coronel | Teniente Coronel | Comandante | Capitán | Teniente | Alférez |      |
| 1. 2.           |                  |                  |                     |                    |         |                  |            |         |          |         |      |

| Codice NATO      | OR-9             | OR-9             | OR-9        | OR-9        | OR-9        | OR-9    | OR-8    | OR-8             | OR-7             | OR-7             | OR-6     | OR-6     | OR-6     | OR-6     | OR-6     | OR-6     | OR-5       | OR-5       | OR-5       | OR-5       | OR-5       | OR-5       | OR-4         | OR-4         | OR-3 | OR-3 | OR-2               | OR-2               | OR-2               | OR-2               | OR-2               | OR-2               | OR-1    | OR-1 |
| ---------------- | ---------------- | ---------------- | ----------- | ----------- | ----------- | ------- | ------- | ---------------- | ---------------- | ---------------- | -------- | -------- | -------- | -------- | -------- | -------- | ---------- | ---------- | ---------- | ---------- | ---------- | ---------- | ------------ | ------------ | ---- | ---- | ------------------ | ------------------ | ------------------ | ------------------ | ------------------ | ------------------ | ------- | ---- |
| España           |                  |                  |             |             |             |         |         |                  |                  |                  |          |          |          |          |          |          |            |            |            |            |            |            |              |              |      |      |                    |                    |                    |                    |                    |                    |         |      |
| Suboficial Mayor | Suboficial Mayor | Suboficial Mayor | Subteniente | Subteniente | Subteniente | Brigada | Brigada | Sargento Primero | Sargento Primero | Sargento Primero | Sargento | Sargento | Sargento | Sargento | Sargento | Sargento | Cabo Mayor | Cabo Mayor | Cabo Mayor | Cabo Mayor | Cabo Mayor | Cabo Mayor | Cabo Primero | Cabo Primero | Cabo | Cabo | Soldado de Primera | Soldado de Primera | Soldado de Primera | Soldado de Primera | Soldado de Primera | Soldado de Primera | Soldado |      |

## Assi dell'Ejército del Aire
- Luis Alcocer Moreno-Abellá
- Joaquín García-Morato
- Julio Salvador Diáz-Benjumea
- Manuel Vázquez Sagastizábal
- Miguel Guerrero García
- Miguel García Pardo
- Arístides García López
- Carlos Bayo Alessandri
- Abundio Cesteros García
- Narciso Bermúdez de Castro
- Vincente Aldecoa Lecanda
- Antonio Alós Herrero
- Mariano Cuadra Medina
- Lucas Fernandez Peña
- Gonzalo Hevia Alvarez-Quinones
- Fernando Sanchez-Arjona Courtoy
- José María Bravo Fernandez-Hermosa